# Кунижев, Анзор Аскербиевич
Анзор Аскербиевич Кунижев (7 декабря 1975) — российский футболист, нападающий.

## Карьера
Профессиональную карьеру начинал в 2000 году в клубе "Нарт" Нарткала, однако по ходу сезона перебрался в «Спартак» Нальчик. Далее выступал за «Кавказкабель» и «Терек». В 2004 году вернулся в «Спартак». 13 августа 2005 года в Нальчике принимал участие в домашнем матче Кубка России на стадии 1/16 финала против «Терека». В том же году со «Спартаком» занял 2 место в Первом дивизионе, добившись в следующем сезоне выступать в российской Премьер-Лиге. В сезоне 2005 года он провёл 33 матча, в которых забил 4 гола. Однако в высшем эшелоне российского футбола матчей не провёл, в июле 2006 года был отдан в аренду в астраханский «Волгарь-Газпром». В 2007 году выступал за «Металлург» Красноярск. В 2008 году играл за «Луховицы». Завершал карьеру в 2009 году в клубе «Машук-КМВ».

## Достижения

### Командные
«Спартак» Нальчик
Серебряный призёр Первого дивизиона: (выход в Премьер-Лигу)
- 2005